# Zielone Konie (zespół projektowy)

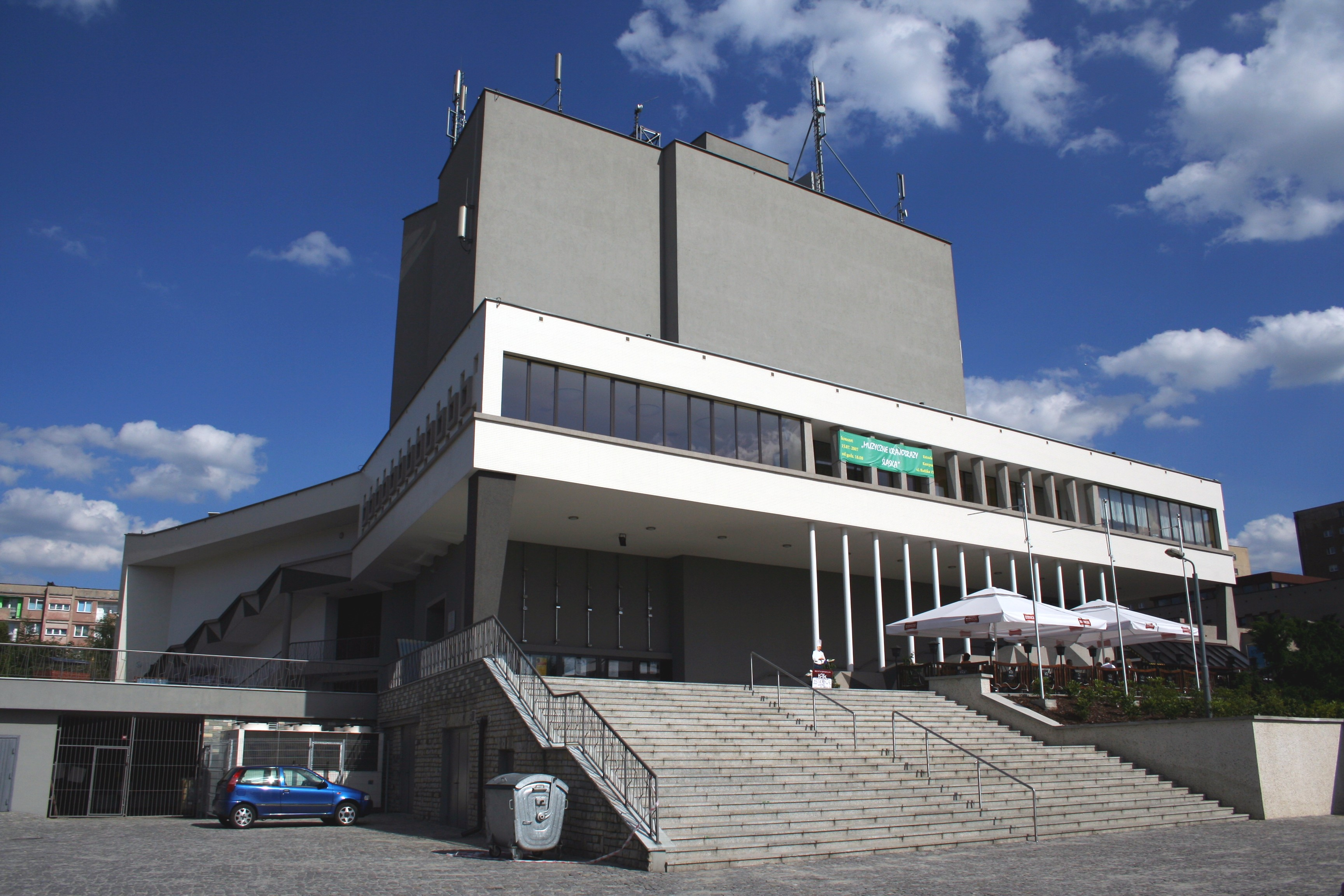
Teatr Ziemi Rybnickiej w Rybniku
projekt i realizacja 1955-1964

Zielone Konie – zespół projektowy działający w latach 1949–1958 w strukturach „Miastoprojektu” w Katowicach, w skład którego wchodzili architekci: Henryk Buszko, Aleksander Franta i Jerzy Gottfried.

## Historia
Jerzy Gottfried, Henryk Buszko i Aleksander Franta poznali się studiując na Wydziale Architektury Akademii Górniczo-Hutniczej w Krakowie (1945-1949). W 1949 jako zespół wzięli udział w konkursie na budynek „Orbisu” w Warszawie zdobywając jedną z czterech równorzędnych nagród. Po tym sukcesie Jerzy Gottfried zaproponował swoim kolegom przeprowadzkę do Katowic i wspólną działalność zawodową. Powstały w ten sposób zespół wchodził w skład katowickiego oddziału Centralnego Biura Projektów Architektonicznych i Budowlanych (późniejszy „Miastoprojekt”). W roku 1956 architekci podjęli próbę utworzenia samodzielnej pracowni projektowej tym samym wyłączenia się ze struktur państwowego biura projektów, jakim był „Miastoprojekt”. Wniosek został rozpatrzony negatywnie.
„Zielone Konie” działały wspólnie do 1958 roku, kiedy to w „Miastoprojekcie” nastąpiły zmiany związane z utworzeniem nowej pracowni (Pracownia Projektów Budownictwa Ogólnego), do której przeszli Henryk Buszko i Aleksander Franta. Jerzy Gottfried rozpoczął samodzielną działalność.

## Geneza nazwy
Nazwa związana jest z ogłoszonym w 1954 roku konkursem na projekt otoczenia budowanego wówczas Pałacu Kultury i Nauki w Warszawie. Zaproszeni do udziału w konkursie Jerzy Gottfried, Henryk Buszko i Aleksander Franta wykonali projekt konkursowy w stylistyce modernistycznej. Próbując jednak nawiązać do narzucanego projektantom stylu socrealistycznego zaproponowali w swoim projekcie umieszczenie pokrytych śniedzią rzeźb koni przed hotelem „Polonia”. Cały projekt został skrytykowany przez ideologów socrealizmu, przy czym Jan Minorski, ówczesny redaktor czasopisma „Architektura” użył słów:

Żadne zielone konie wam tu nie pomogą!

 Od tej pory architekci nazywani byli „Zielonymi Końmi”.

## Wybrane dzieła
- Gmach Okręgowej Rady Związków Zawodowych w Katowicach, 1950-1955
- Dom Kultury huty „Małapanew” w Ozimku 1954-1955
- Szkoła Górnicza w Katowicach 1951
- Szkoła Zawodowa huty „Baildon” (Śląskie Techniczne Zakłady Naukowe) 1951
- Laboratorium Wysokich Napięć w Gliwicach, 1951
- Internaty huty „Baildon” w Katowicach, 1951
- Zakładowy Dom Kultury huty „Florian” w Świętochłowicach, przebudowa 1951
- Internaty kopalni „Wujek” w Katowicach, 1952
- Szkoła Górnicza w Rudzie Śląskiej – Orzegowie, 1953
- Projekt konkursowy Centrum Katowic, 1954
- Dom Kultury huty „Zgoda” w Świętochłowicach 1954-1955
- Teatr Ziemi Rybnickiej w Rybniku, 1955-1964
- Dom wczasowy „Transportowiec” w Bielsku-Białej Mikuszowicach 1955-1962
- Tor łyżwiarski „Torkat” w Katowicach, 1956-1957
- Domy szeregowe w Tychach i Gliwicach, 1958

## Nagrody[3]
- I nagroda za projekt budynku Dyrekcji Okręgowej Kolei Państwowych, 1949
- I nagroda za projekt Gmachu Okręgowej Rady Związków Zawodowych w Katowicach, 1950
- Nagroda Państwowa II stopnia za Plan Ogólny zagospodarowania przestrzennego Górnośląskiego Okręgu Przemysłowego „Centrum”, 1955
- Wyróżnienie w konkursie na projekt Domu Architekta w Zakopanem, 1954
- Wyróżnienie w konkursie na projekt schroniska „Morskie Oko”, 1956
- I nagroda równorzędna za projekt hotelu „Orbis” w Katowicach, 1957